# Anouk Grinberg
Anouk Grinberg, född 20 mars 1963 i Uccle, Belgien, är en fransk skådespelerska och konstnär.

## Roller (urval)
- 1991 – J'entends plus la guitare
- 1991 – Merci la vie
- 1993 – Ett, två, tre, frys!
- 1996 – Den diskrete hjälten
- 1996 – Mon homme
- 2010 – Camus – på liv och död (TV-film)
- 2022 – Natten till den 12:e
- 2023 – Bonnard – Konst och kärlek
- 2024 – Cristóbal Balenciaga (TV-serie)